# A puro corazón
A puro corazón é uma telenovela venezuelana produzida e exibida pela Televen entre 14 de setembro de 2015 e 14 de março de 2016. É um remake da telenovela de 1997, A todo corazón exibida pela Venevisión em 1997.

## Enredo
A história gira em torno de um grupo de estudantes do último ano do ensino médio, uma etapa importante na vida de adolescentes.

## Elenco
- José Ramón Barreto - Alejandro Rodríguez
- Michelle De Andrade - Patricia Gutiérrez
- Marialex Ramirez - Gabriela Aristiguieta
- Eulices Alvarado - Elías Mujica "El Gato"
- Karlis Romero - Melissa Rodríguez
- Angel Cueva - Manuel Arismendi
- Edmary Fuentes - Carlota Torres Aristiguieta
- Ever Bastidas - Leonardo "Leo" Gutiérrez
- Daniela Dos Santos - Laura "Laurita" Palmero
- Viviana Majzoub - Jessica Iturriza
- Carla Fiorella Gardié - Coraima López
- Rebeca Herrera Martínez - Lorena Sánchez
- Nathaly Acedo - Erika Villasmil
- John Guitán - Máximo Palmero
- Erikka Farías - Marycarmen Pérez
- Honey Torrealba - Claudia Pérez
- Carlos Daniel Alvarado - Tiburcio "Tito" Pérez
- Henry Soto - José Ramón Gutiérrez
- Sonia Villamizar - Olga de Gutiérrez
- Beatriz Vazquez - Ana Cecilia
- Alejandro Mata - Ernesto Rodríguez
- Esther Orjuela - Profesora Irene Ortiz
- Aura Rivas - Fátima Pérez
- Adrián Delgado - Profesor Cristóbal Ortega
- Antonio Cuevas - Sr. Palmero
- Rodolfo Drago - Fernando Aguirre
- Karl Hoffman - Reinaldo Aristiguieta
- Nohely Arteaga - Maria Cristina de Aristiguieta
- Daniela Alvarado